# Święte (województwo dolnośląskie)
Święte (niem. Bischdorf) – wieś w Polsce, położona w województwie dolnośląskim, w powiecie średzkim, w gminie Środa Śląska.

## Podział administracyjny
W latach 1975–1998 miejscowość należała administracyjnie do województwa wrocławskiego.

## Nazwa
W łacińskiej kronice Liber fundationis episcopatus Vratislaviensis (pol. Księga uposażeń biskupstwa wrocławskiego) spisanej za czasów biskupa Henryka z Wierzbna w latach 1295–1305, miejscowość wymieniona jest pod zlatynizowaną nazwą Swant..
12 listopada 1946 nadano miejscowości polską nazwę Święte.
Niemiecka nazwa miejscowości znaczy biskupia wieś.

## Zabytki
Do wojewódzkiego rejestru zabytków wpisany jest:
- kościół parafialny pw. św. Marcina z połowy XIV wieku, przebudowywany w latach: 1666, 1739 i 1896

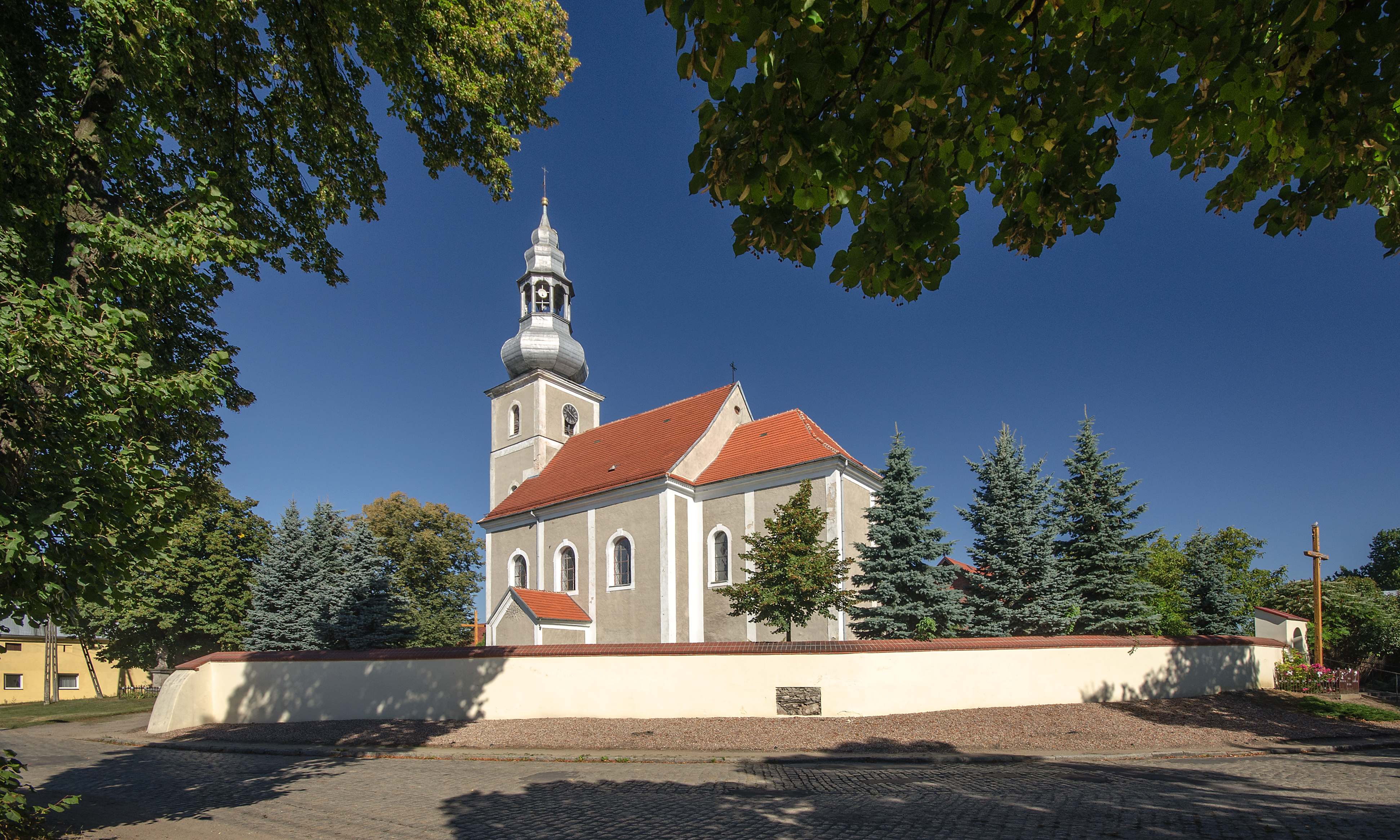
Kościół św. Marcina
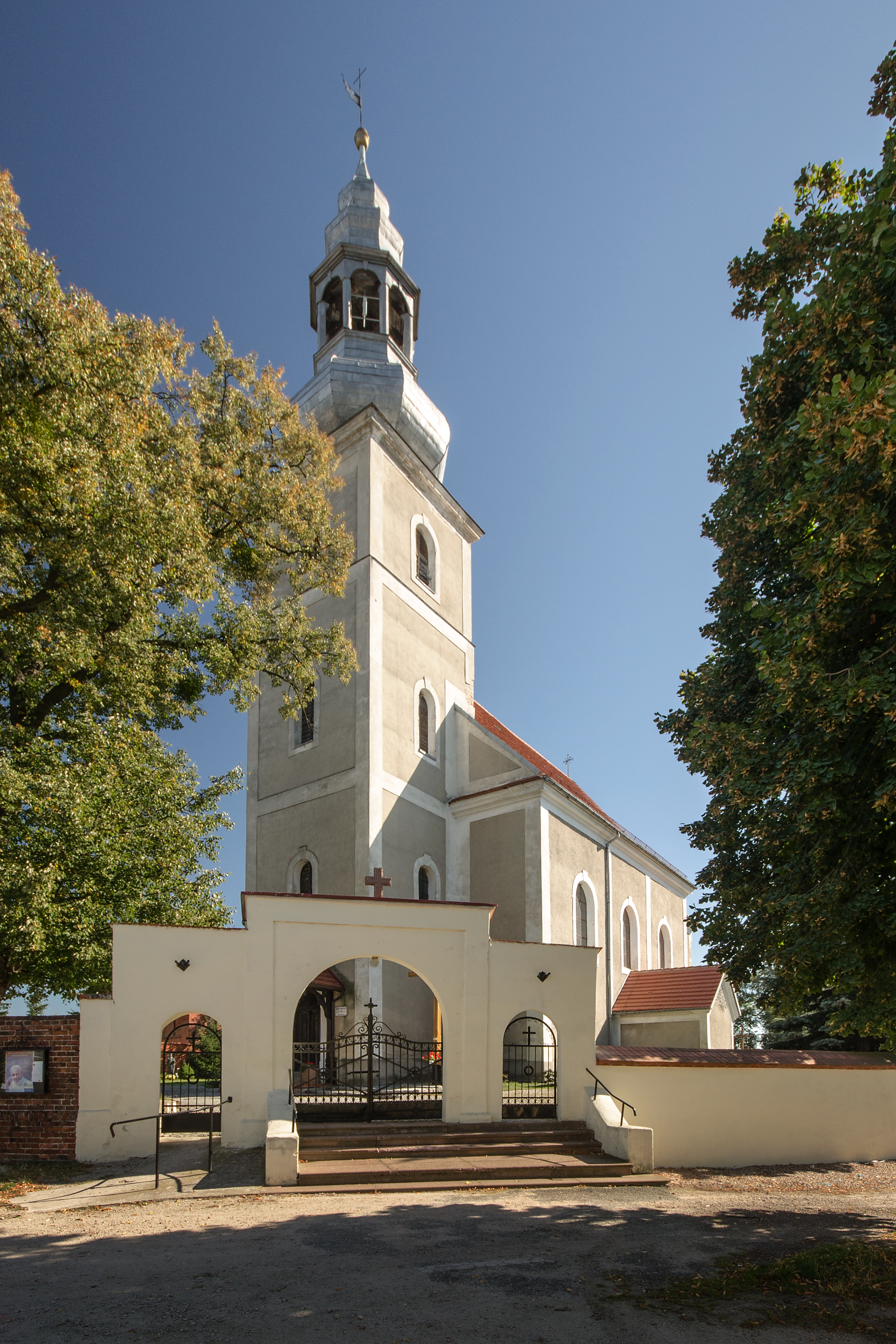
Kościół św. Marcina